# Hiroshi Sakai
Hiroshi Sakai (坂井 浩?, Sakai Hiroshi; Prefettura di Mie, 19 ottobre 1976) è un ex calciatore giapponese, di ruolo attaccante.